# Període de pràctica comuna
El període de pràctica comuna és un període de la música culta europea d'uns 250 anys durant el qual el sistema tonal era considerat com l'única base per a la composició. El concepte i el nom van ser proposats el 1941 pel compositor nord-americà Walter Piston (1894-1976). El "comú" en pràctica comuna no es refereix directament a cap tipus d'harmonia, sinó que es refereix al fet que durant més de dos-cents anys només es va utilitzar un sistema compositiu de manera generalitzada.
En termes històrics s'inicia quan l'ús del sistema tonal per part dels compositors substitueix generalitzadament els sistemes anteriors, i acaba quan alguns compositors comencen a usar versions significativament modificades del sistema tonal i es desenvolupen paral·lelament altres sistemes.
La majoria de les característiques de la pràctica comuna (és a dir, els conceptes acceptats de composició durant aquest temps) van persistir des del període barroc mitjà fins als períodes clàssic i romàntic, aproximadament de 1650 a 1900. Malgrat tot, en aquests 250 anys hi va haver molta evolució estilística, amb patrons i convencions que van florir i després van caure en desús, com ara la sonata. La característica unificadora més destacada al llarg del període és un llenguatge harmònic al qual els teòrics de la música poden aplicar avui l'anàlisi d'acords de numeració romana.

## Característiques tècniques

### Harmonia
El llenguatge harmònic d'aquest període es coneix com a "tonalitat de pràctica comuna", o de vegades el "sistema tonal" (tot i que és una qüestió de debat si la tonalitat implica modismes de pràctica comuna o no). La tonalitat de pràctica comuna representa una unió entre la funció harmònica i el contrapunt. En altres paraules, les línies melòdiques individuals, quan es prenen juntes, expressen la unitat harmònica i la progressió orientada a objectius. A la música tonal, cada to de l'escala diatònica funciona segons la seva relació amb la tònica (l'altura fonamental de l'escala). Si bé el diatonisme és la base del sistema tonal, el sistema pot tenir una alteració cromàtica considerable sense perdre la seva identitat tonal.
Al llarg del període de pràctica comuna, certs patrons harmònics abasten estils, compositors, regions i èpoques. Johann Sebastian Bach i Richard Strauss, per exemple, poden escriure passatges que es poden analitzar segons la progressió I-ii-VI, malgrat les grans diferències d'estil i context. Aquestes convencions harmòniques es poden destil·lar en les progressions d'acords habituals amb les quals els músics analitzen i componen música tonal.
Diversos idiomes populars del segle XX difereixen de les progressions d'acords estandarditzades del període de pràctica comuna. Si bé aquests estils posteriors incorporen molts elements del vocabulari tonal (com els acords majors i menors), la funció d'aquests elements no és idèntica als models clàssics de contrapunt i funció harmònica. Per exemple, a l'harmonia de la pràctica comuna, és poc probable que una tríada principal construïda en el cinquè grau de l'escala (V) progressi directament a una tríada de posició arrel construïda en el quart grau de l'escala (IV), però el contrari d'aquesta, la progressió (IV-V), és força freqüent. Per contra, la progressió V–IV és fàcilment acceptable per molts altres estàndards. Per exemple, aquesta transició és essencial per a l'última línia de la progressió de blues "shuffle" (V–IV–I–I), que s'ha convertit en el final ortodox de la progressió harmònica de blues a costa de l'última línia original (V–V–I–). I).

### Ritme
La coordinació de les diferents parts d'una peça musical mitjançant un mesurador exterioritzat és un aspecte molt arrelat de la música de la pràctica comuna. Rítmicament, les estructures mètriques de la pràctica comuna inclouen generalment:
1. Pulsació clarament enunciada o implícita a tots els nivells; els nivells més ràpids rarament són extrems;
2. Metres, o grups de pulsacions, en grups de dues o tres pulsacions, molt sovint només dues;
3. Grups de metre i pulsació que, un cop establerts, rarament canvien al llarg d'una secció o composició
4. Grups de pulsacions sincròniques a tots els nivells: totes les pulsacions als nivells més lents coincideixen amb pulsacions fortes als nivells més ràpids;
5. Tempo consistent al llarg d'una composició o secció;
6. El tempo, la durada del ritme i la durada de la mesura s'escullen per permetre un compàs a tota la peça o secció.

### Durada
Els patrons de duració solen incloure:
1. El complement i el rang de durada petit o moderat, amb una durada (o pulsació) predominants a la jerarquia de durada, se senten com a unitat bàsica en tota una composició. Les excepcions solen ser extremadament llargues, com els tons dels pedals; o, si són curtes, solen aparèixer com a components ràpids alterns o transitoris de trins, tremolos o altres ornaments;
2. Les unitats rítmiques es basen en patrons mètrics o intramètrics, tot i que els patrons contramètrics o extramètrics específics són signatures de certs estils o compositors. Els tercets i altres patrons extramètrics se solen sentir a nivells superiors a la unitat de durada bàsica o pols;
3. Gestos rítmics d'un nombre limitat d'unitats rítmiques, a vegades basats en una única parella o alternant;
4. S'utilitzen gestos rítmics tètics (és a dir, accentuats), anacrústics (és a dir, àtons) i de repòs inicial, amb inicis anacrústics i finals forts possiblement més freqüents, mentre que els finals ascendents són els més rars;
5. Els gestos rítmics es repeteixen exactament o en variació després de gestos contrastats. Pot haver-hi un gest rítmic gairebé exclusivament al llarg d'una composició sencera, però és estrany que s'eviti completament la repetició;
6. Els ritmes compostos confirmen el metre, sovint en mètriques o fins i tot patrons de notes idèntics a la pulsació a un nivell mètric específic.

Els patrons d'altura i durada tenen una importància primordial en la melodia de la pràctica comuna, mentre que la qualitat del to és d'importància secundària. Les durades es repeteixen i sovint són periòdiques; Els tons són generalment diatònics.